# Unguento Višnevskij

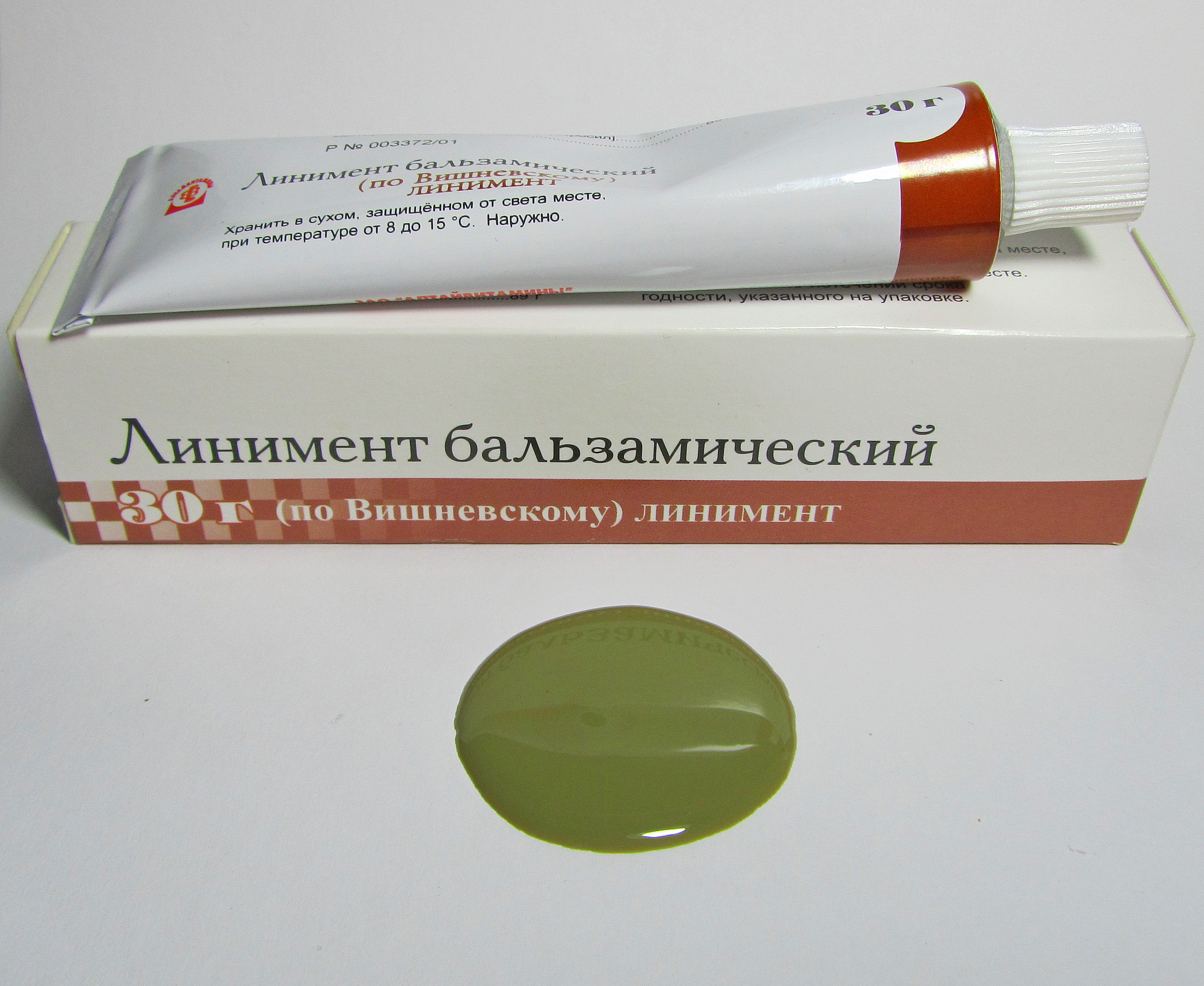
Confezione unguento Višnevskij

Unguento Višnevskij, detto anche unguento balsamico, è un medicinale per uso topico che è stato a lungo usato come medicazione nella ex-Unione Sovietica per trattare ferite, scottature, ulcere della pelle e suppurazioni.
È stato sviluppato dal medico chirurgo Aleksandr Višnevskij nel 1927, e contiene come ingredienti: catrame vegetale di betulla, tribromofenato di bismuto e olio di ricino. Ha avuto, e ancora riscuote, un grande successo nei paesi della vecchia Unione Sovietica.
L'unguento Višnevskij è stato ampiamente utilizzato dall'esercito sovietico durante la seconda guerra mondiale. Più tardi è stato dimostrato che un suo uso prolungato su ulcere croniche, ferite e scottature può essere associato a un aumentato rischio di cancro della pelle, cancro ematologico e altri tumori, ma il problema è più per gli operatori sanitari che lo adoperano per le medicazioni che per i pazienti che seguono una terapia temporanea.